# هنر نامه‌نگاری

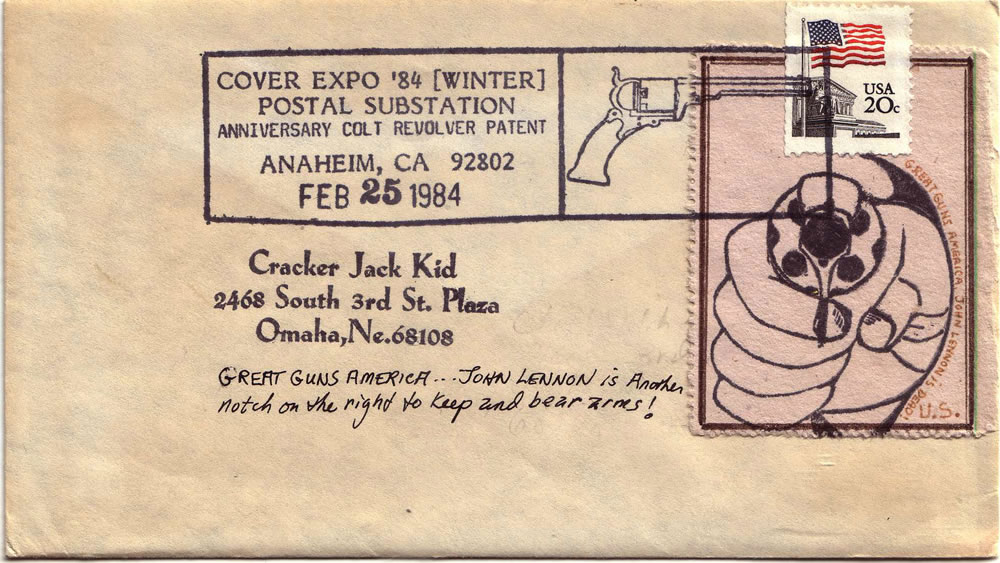
نمونه‌ای از تمبر هنرمند همراه با نامه

هنر نامه‌نگاری یا هنر پُستی (به انگلیسی: Mail art) که به هنر مکاتبه نیز شناخته می‌شود، جنبشی هنری است که بر ارسال آثار در ابعاد و مقیاس کوچک از طریق خدمات پستی متمرکز است. این جنبش در ابتدا از طریق ری جانسون توسعه پیدا کرد که در نهایت به تأسیس مدرسه مکاتبات او در نیویورک و جنبش فلوکسوس در دهه ۱۹۶۰ میلادی منجر شد. با اینحال هنر نامه نگاری از آن زمان به یک جنبش جهانی تبدیل شده‌است که تا به امروز ادامه دارد.